# Río Loup

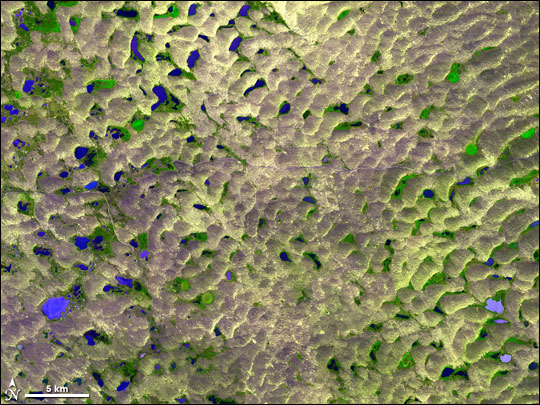
la región de las Sand Hills (colinas de arena) vista desde el espacio (septiembre de 2001).

El río Loup (en inglés: Loup River, a partir de la palabra francesa «loup», que significa «río Lobo») es un río del Medio Oeste de los Estados Unidos que discurre por la parte centrooriental de las Grandes Llanuras, uno de los principales afluentes del río Platte. Tiene aproximadamente 115 km de longitud, pero considerado conjuntamente con una de sus fuentes, el río Loup Norte, el sistema Loup/Loup Norte tiene una longitud de 450 km, que lo sitúan entre los 100 ríos más largos de los Estados Unidos. 
Administrativamente, el río discurre íntegramente por el estado de Nebraska.

## Geografía
El río Loup drena una región muy poco poblada, con una baja utilización agrícola, localizada en el borde oriental de las Grandes Llanuras y al sureste de las Sand Hills, una región que también drena a través de sus numerosas fuentes. Sus tres principales fuentes, el río Loup Norte (que tiene unos 335 km de longitud), el río Loup Medio y el río Loup Norte discurren en dirección sureste y drenan la amplia región de los Sand Hills. En conjunto, el río Loup y todas sus fuentes, son conocidos coloquialmente como «The Loups» (Los Lobos) y comprenden más de 2.900 km de cursos de agua, drenando casi una quinta parte del territorio de Nebraska.
La región de las Sand Hills (en español, colinas arenosas) es una de las ecorregiones que establece el Fondo Mundial para la Naturaleza (WWF), y que diferencia de las otras praderas de las Grandes Llanuras. Según su evaluación, en el 85% de la ecorregión está intacto el hábitat natural —el nivel más alto de las Grandes Llanuras— como consecuencia de que la mayor parte de la tierra nunca ha sido arada.

### Curso
El río Loup se forma en la parte central del estado de Nebraska, en el condado de Howard, al oeste de la pequeña localidad de Cushing (31 hab. en 2000) y al este (unos 8 km) de Saint Paul (2.218 hab.), a unos 30 km al norte de Grand Island (42.940 hab.). El río nace por la confluencia de dos de sus ramales, el río Loup Norte (North Loup River) y el río Loup Medio (Midlle Loup River), que también recoge las aguas del río Loup Sur (South Loup River).
El río se encamina en dirección ligeramente ENE, entrando en el condado de Nance. LLega pronto a la localidad de Fullerton (1.378 hab.), donde recibe, por la izquierda, al río Cedar. Sigue después pasando frente a Merchison y Karkaw y llega a un tramo en el que está el canal Loup, un canal que discurre en dirección este al norte del río Loup y que deriva agua hasta el embalse de Babcock —construido con fines hidroeléctricos, de irrigación y de abastecimiento para la ciudad de Columbus— y que luego devuelve al río Platte, aguas abajo después de haber recibido al propio río Loup.
Sigue el río Loup por Genoa (981 hab.), donde recibe, también por la izquierda, al arroyo Beaver. Entra después en el condado de Platte, donde pasa frente a Monroe (307 hab.) para virar luego hacia el sureste, pasando por Columbus (20.971 hab.) la principal ciudad que atraviesa el río. Desemboca a unos 6 km aguas abajo de esta ciudad, por la margen izquierda, en el río Platte.
Hay tres presas en la cuenca del río para producir energía hidroeléctrica, la presa Headworks, al sureste de Genoa; la presa Sherman, en uno de sus afluentes, el arroyo Oak, que drena en el río Loup Medio; y la presa Calasmus, en el río Loup Norte.

## Historia
El río fue nombrado por los primeros tramperos franceses, que le llamaron río «loup» (lobo), por la transcripción de la palabra en lengua pawnee «skiri» o «skidi», la forma en que se llamaban a sí mismos una banda de pawnees que vivían a lo largo de sus orillas, el «pueblo Lobo».